# Saltinho
Saltinho este un oraș în Santa Catarina (SC), Brazilia.